# サーブ 340 AEW&C
サーブ 340 AEW&C
S 100B アーガス
スウェーデン空軍のS 100B アーガス
- 分類：早期警戒管制機（AEW&C）
- 製造者：SAAB
- 運用者：

  -  スウェーデン（スウェーデン空軍）
  -  ポーランド（ポーランド空軍）
  -  タイ（タイ王国空軍）
- 初飛行：1994年
- 生産数：12機
- 運用開始：1997年
- 運用状況：現役
- 原型機：サーブ 340
- 派生型：サーブ 2000 AEW&C

サーブ 340 AEW&Cは、サーブ 340にエリアイ・レーダーを搭載して開発されたスウェーデンの早期警戒管制機（AEW&C）であり、スウェーデン空軍ではS 100B アーガスとして採用された。

## 来歴
スウェーデン軍では1970年代より早期警戒機について検討していたが、当初は戦闘機に捜索ポッドを搭載する方式が検討されていた。その後、1982年にマルガレータ・アフ・ウグラス議員が議会に提出した案に基づき、ターボプロップ輸送機に背負式にレーダーを搭載する方針に転換した。1985年、エリクソン社は、スウェーデン国防省防衛資材局（FMV）より早期警戒機用のレーダーの開発を受注した。この注文ではアクティブ・フェーズドアレイ・アンテナ（AESAアンテナ）を用いることを求めており、先見の明があった。
試験の段階ではフェアチャイルド メトロIII（Tp.88）が搭載母機として選定され、早くも1982年にはFMVからメトロIIIの早期警戒機版の開発が発注されており、1983年にはダラスのリング・テムコ・ボート社の施設を用いて風洞試験も行っていた。1986年にFMVが試験の発注を行い、同年10月よりエリアイのモックアップを搭載して試験を行った後、1987年10月にはスウェーデンに回航され、1991年5月よりレーダーの実機を搭載しての試験が開始された。この時点では機上信号処理は行われていなかったが、1992年からは機上信号処理も行われるようになった。
1992年12月、FMVはエリクソン社に対し、12億クローナで6セットを発注した。実用機では、搭載母機としてはサーブ 340が選定され、1993年より生産が開始されて、1996年から1999年にかけて引き渡された。

## 設計
E-3のようなAWACS機に搭載されている従来の円形レーダーと比較すると、サーブ340はエリアイシステムを用いた非可動式のFSR-890 AESAレーダーを搭載しており、空気抵抗は低いが、機体の前後にデッドゾーンがあり、機体の両側に120°のスキャンゾーンがある。搭載されたレーダーは、高度20,000フィート(6,100 m)で最大190～250マイル(300～400 km)の船舶、航空機、ミサイルを追跡することができる。
派生機として、サーブ 2000をベースにしたサーブ 2000 AEW&Cが存在する。

### 諸元・性能
出典: 
諸元
- 乗員: 6
- 全長: 19.73m
- 全高: 6.97m
- 翼幅: 21.44m
- 空虚重量: 10,300kg
- 運用時重量: 13,155kg
- 動力: ゼネラル・エレクトリック CT7 ターボプロップ、1,390kW    × 2

性能
- 実用上昇限度: 7,620m

### 形式一覧
サーブ 340B AEW / S 100B アーガス
(FSR-890)エリアイ、タイ空軍向け
サーブ 340B AEW-200
(IS-340) エリアイ
サーブ 340B AEW-300 / S 100D アーガス
(ASC-890) エリアイ

## 運用史
スウェーデン空軍のために6機のS 100B アーガス（サーブ 340B AEW）が製造され、そのうち4機は「エリアイ」アクティブ電子走査アレイ（AESA）早期警戒レーダーを常時装備しており、2機は平時の輸送任務に装備されている。
2003年に開始されたEMB-145エリアイシステムの納入に先立ち、2機の改造機がギリシャに貸与された。
2006年7月、サーブはスウェーデン空軍のS 100B 2機を監視任務と多国籍作戦への展開のためにアップグレードする契約を獲得した。アップグレードされたS 100Dは、2009年に納入された。
2007年11月、タイはスウェーデン空軍から2機のサーブ 340B AEWを購入する意向を表明した。
2024年5月29日、スウェーデン国防省は、16回目の軍事支援パッケージとして2機のサーブ 340B AEW-300をウクライナに供与すると発表した。

### 運用国一覧
スウェーデン
- スウェーデン空軍が2機を運用中

 ポーランド
- ポーランド空軍がアラブ首長国連邦の中古機を2機購入し、2023年から運用中[7]

 タイ
- タイ王国空軍が2012年から2機を運用中

過去の運用国
 ギリシャ
 アラブ首長国連邦

#### サーブ2000AEW&C 運用国
パキスタン
- パキスタン空軍が7機を運用中

 サウジアラビア
- サウジアラビア空軍が2機を運用中